# Bộ Dân chính (Trung Quốc)
Bộ Dân chính là một bộ trong Quốc vụ viện Cộng hòa Nhân dân Trung Hoa, chịu trách nhiệm về các vấn đề xã hội và hành chính. Bộ Dân chính được thành lập vào tháng 5 năm 1978, và Bộ trưởng hiện tại là Đường Đăng Kiệt. Tiền thân là Bộ Nội vụ.